# Bischofskapelle (St. Gallen)
Die Bischofskapelle, auch Hofkapelle, ist eine Kapelle im Bereich des Klosterviertels in St. Gallen. 
Die Kapelle wurde 1666/67 im südlichen Hofflügel neu erbaut und gehörte zu den privaten Räumlichkeiten des Abtes. 1671 wurde die Kapelle zugleich mit der Weihe der darunterliegenden Galluskapelle konsekriert. Sie ist mit einer üppigen Kassettendecke ausgestattet, die eine Darstellung verschiedener in St. Gallen bedeutender Heiliger, insbesondere von Benediktinerheiligen, umfasst. 
Bis heute gehört die Kapelle zur bischöflichen Residenz im Bistum St. Gallen. 